# Championnat d'Équateur de football 2003
Navigation
Saison précédente Saison suivante
La saison 2003 du Championnat d'Équateur de football est la quarante-cinquième édition du championnat de première division en Équateur.
Dix équipes prennent part à la Série A, la première division. Le championnat est scindé en deux tournois, Ouverture et Clôture, qui détermine les qualifications pour la poule pour le titre (l'Hexagonal). Les deux tournois sont disputés sous la forme d'une poule unique, avec les trois premiers qualifiés pour l'Hexagonal. La relégation est déterminée par le classement cumulé des deux tournois.
C'est le LDU Quito qui est sacré après avoir terminé en tête de l'Hexagonal, avec trois points d'avance sur le Barcelona Sporting Club et six sur El Nacional. C'est le 7e titre de champion d'Équateur de l'histoire du club.

## Les clubs participants
| - Sociedad Deportiva Aucas - Barcelona Sporting Club - Deportivo Quito - Club Sport Emelec - Club Deportivo El Nacional | - Manta FC - Promu de Série B - LDU Quito - Deportivo Cuenca - CDT Universitario - Promu de Série B - Club Deportivo Espoli |

## Compétition
Le barème de points utilisé pour déterminer les différents classements est le suivant :
- Victoire : 3 points
- Match nul : 1 point
- Défaite : 0 point

### Tournoi Ouverture

#### Classement
| Rang | Équipe                     | Pts | J  | G  | N | P  | Bp | Bc | Diff |
| ---- | -------------------------- | --- | -- | -- | - | -- | -- | -- | ---- |
| 1    | Barcelona Sporting Club    | 38  | 18 | 12 | 2 | 4  | 41 | 19 | +22  |
| 2    | LDU Quito                  | 36  | 18 | 10 | 6 | 2  | 37 | 24 | +13  |
| 3    | Club Deportivo El Nacional | 31  | 18 | 9  | 4 | 5  | 31 | 22 | +9   |
| 4    | Deportivo Quito            | 28  | 18 | 8  | 4 | 6  | 29 | 23 | +6   |
| 5    | Club Sport Emelec T        | 26  | 18 | 6  | 8 | 4  | 26 | 31 | -5   |
| 6    | Deportivo Cuenca           | 22  | 18 | 5  | 7 | 6  | 27 | 26 | +1   |
| 7    | Sociedad Deportiva Aucas   | 22  | 18 | 6  | 4 | 8  | 24 | 26 | -2   |
| 8    | CDT Universitario P        | 17  | 18 | 4  | 5 | 9  | 24 | 36 | -12  |
| 9    | Club Deportivo Espoli      | 15  | 18 | 4  | 3 | 11 | 25 | 37 | -12  |
| 10   | Manta FC P                 | 12  | 18 | 3  | 3 | 12 | 17 | 37 | -20  |

|  | Qualification pour la Copa Sudamericana 2003 et pour l'Hexagonal |
|  | Qualification pour l'Hexagonal                                   |
|  | T : Tenant du titre P : Promu de Série B                         |

- Les trois premiers reçoivent un bonus respectif de 3,2 et 1 point au démarrage de l'Hexagonal.

### Tournoi Clôture

#### Classement
| Rang | Équipe                     | Pts | J  | G  | N | P  | Bp | Bc | Diff |
| ---- | -------------------------- | --- | -- | -- | - | -- | -- | -- | ---- |
| 1    | LDU Quito                  | 34  | 18 | 10 | 4 | 4  | 31 | 15 | +16  |
| 2    | Barcelona Sporting Club    | 34  | 18 | 9  | 7 | 2  | 28 | 12 | +16  |
| 3    | Club Deportivo El Nacional | 32  | 18 | 9  | 5 | 4  | 38 | 18 | +20  |
| 4    | Deportivo Quito            | 32  | 18 | 10 | 2 | 6  | 27 | 23 | +4   |
| 5    | Deportivo Cuenca           | 27  | 18 | 8  | 3 | 7  | 22 | 17 | +5   |
| 6    | Club Sport Emelec T        | 27  | 18 | 8  | 3 | 7  | 29 | 26 | +3   |
| 7    | Club Deportivo Espoli      | 21  | 18 | 5  | 6 | 7  | 24 | 35 | -11  |
| 8    | Sociedad Deportiva Aucas   | 18  | 18 | 5  | 3 | 10 | 21 | 29 | -8   |
| 9    | Manta FC P                 | 14  | 18 | 3  | 5 | 10 | 16 | 38 | -22  |
| 10   | CDT Universitario P        | 10  | 18 | 2  | 4 | 12 | 13 | 36 | -23  |

|  | Qualification pour l'Hexagonal           |
|  | T : Tenant du titre P : Promu de Série B |

- Les trois premiers reçoivent un bonus respectif de 3,2 et 1 point au démarrage de l'Hexagonal.

### Classement cumulé
Un classement cumulé des résultats obtenus lors des deux tournois permet de déterminer les deux équipes reléguées à l'issue de la saison mais aussi de connaître les trois derniers clubs qualifiés pour l'Hexagonal, puisque les trois mêmes formations ont terminé sur le podium des deux tournois.
| Rang | Équipe                     | Pts | J  | G  | N  | P  | Bp | Bc | Diff |
| ---- | -------------------------- | --- | -- | -- | -- | -- | -- | -- | ---- |
| 1    | Barcelona Sporting Club    | 72  | 36 | 21 | 9  | 6  | 69 | 31 | +38  |
| 2    | LDU Quito                  | 70  | 36 | 20 | 10 | 6  | 68 | 39 | +29  |
| 3    | Club Deportivo El Nacional | 63  | 36 | 18 | 9  | 9  | 69 | 40 | +29  |
| 4    | Deportivo Quito            | 60  | 36 | 18 | 6  | 12 | 56 | 46 | +10  |
| 5    | Club Sport Emelec T        | 53  | 36 | 14 | 11 | 11 | 55 | 57 | -2   |
| 6    | Deportivo Cuenca           | 49  | 36 | 13 | 10 | 13 | 49 | 43 | +6   |
| 7    | Sociedad Deportiva Aucas   | 40  | 36 | 11 | 8  | 17 | 45 | 55 | -10  |
| 8    | Club Deportivo Espoli      | 36  | 36 | 9  | 8  | 19 | 49 | 72 | -23  |
| 9    | CDT Universitario P        | 27  | 36 | 6  | 9  | 21 | 37 | 72 | -35  |
| 10   | Manta FC P                 | 26  | 36 | 6  | 8  | 22 | 33 | 75 | -42  |

|  | Qualification assurée pour l'Hexagonal                  |
|  | Qualification pour l'Hexagonal par le classement cumulé |
|  | Relégation directe en Série B                           |
|  | T : Tenant du titre P : Promu de Série B                |

### Phase finale

#### Hexagonal
| Rang | Équipe                        | Pts | J  | G | N | P | Bp | Bc | Diff |
| ---- | ----------------------------- | --- | -- | - | - | - | -- | -- | ---- |
| 1    | LDU Quito +5                  | 26  | 10 | 7 | 0 | 3 | 19 | 13 | +6   |
| 2    | Barcelona Sporting Club +5    | 23  | 10 | 6 | 0 | 4 | 19 | 9  | +10  |
| 3    | Club Deportivo El Nacional +2 | 20  | 10 | 6 | 0 | 4 | 21 | 13 | +8   |
| 4    | Club Sport Emelec T           | 11  | 10 | 3 | 2 | 5 | 12 | 21 | -9   |
| 5    | Deportivo Quito               | 10  | 10 | 3 | 1 | 6 | 11 | 19 | -8   |
| 6    | Deportivo Cuenca              | 10  | 10 | 3 | 1 | 6 | 17 | 26 | -9   |

|  | Qualification pour la Copa Libertadores 2004 |
|  | T : Tenant du titre                          |

## Bilan de la saison
| Championnat d'Équateur de football 2003 |                                |
| Champion                                | LDU Quito (7e titre)           |
| Qualifications continentales            |                                |
| Copa Libertadores 2004                  | LDU Quito                      |
| Copa Libertadores 2004                  | Barcelona Sporting Club        |
| Copa Libertadores 2004                  | Club Deportivo El Nacional     |
| Copa Sudamericana 2003                  | LDU Quito                      |
| Copa Sudamericana 2003                  | Barcelona Sporting Club        |
| Promotions et relégations               |                                |
| Promus en Série A                       | Club Social y Deportivo Macara |
| Promus en Série A                       | Centro Deportivo Olmedo        |
| Relégués en Série B                     | CDT Universitario              |
| Relégués en Série B                     | Manta FC                       |